# Boris Serning
Boris Serning, född 25 juni 1915 i Stockholm, död 7 juli 2011 i Sala, var en svensk bergsingenjör och direktör. 
Boris Serning avlade bergsingenjörsexamen vid Kungliga Tekniska högskolan (KTH) 1941 och anställdes 1942 vid LKAB i Kiruna. Efter en kort sejour 1947 vid Guldsmedshytte bruk återanställdes han 1947 vid LKAB som förste ingenjör för underjordsbrytningen. Från 1958 fram till sin pensionering hade Serning en direktörsbefattning inom Grängesbergsbolaget AB.
Serning invaldes 1964 som ledamot av Kungliga Ingenjörsvetenskapsakademien.